# Alfred de Salignac-Fénelon
Jean-Raymond-Alfred-Sigismond, comte de Salignac-Fénelon, né le 6 avril 1810 à Francfort et mort le 2 mars 1883 à Cannes, est un diplomate et homme politique français.

## Biographie
Il entra, sous Louis-Philippe, dans la carrière diplomatique et fut successivement attaché d'ambassade, puis secrétaire de légation à Francfort. Le Second Empire le nomma ministre plénipotentiaire à Berne, puis à Francfort, et le fit grand officier de la Légion d'honneur.
Le 5 octobre 1864, il fut appelé à siéger au Sénat, ou il défendit de ses votes la politique du gouvernement, jusqu'à la chute de l'Empire. 
Il fut admis à la retraite comme ambassadeur le 1er février 1865.
Le comte de Salignac-Fénelon est le père du général de Salignac-Fénelon et du diplomate, Anatole de Salignac-Fénelon, qui négocie l'évacuation du territoire en 1871avant d'être nommé chef de cabinet du ministre Decazes. Il est l'oncle de Jean-Hugues de Salignac-Fénelon.

## Sources
- « Salignac-Fénelon (Jean-Raymond-Alfred-Sigismond, comte de) », dans Adolphe Robert et Gaston Cougny, Dictionnaire des parlementaires français, Edgar Bourloton, 1889-1891 [détail de l’édition]
- Les archives d'Alfred de Salignac-Fénelon sont conservées au centre des archives diplomatiques de La Courneuve (159PAAP).